# 馬兜鈴科
马兜铃科（Aristolochiaceae）共有8属大约400种，属于胡椒目，模式属为马兜铃属。
马兜铃科属于被子植物木兰类植物，以前单独分为马兜铃目，现在新的《APG II 分类法》将其列入胡椒目。马兜铃科植物大部分是多年生植物，有草本、灌木和藤本。
葉為單葉，互生，葉形為心形，有葉柄，無托葉，葉緣通常為全緣。花腋生，由葉腋長出，花輻射對稱或左右對稱。
大部分马兜铃科植物含有马兜铃酸，微量服用就會大幅提高上泌尿系統（包含腎臟）癌症的可能性、較為多量、長期的服用則會造成不可逆、不可停止的腎衰竭；是華人及巴爾幹半島居民洗腎或腹膜透析的重要原因。

## 分类
- 马兜铃亚科 Aristolochioideae
马兜铃属 Aristolochia
线果兜铃属 Thottea
- 细辛亚科 Asaroideae
细辛属 Asarum
马蹄香属 Saruma
- 鞭寄生亚科 Hydnoroideae
鞭寄生属 Hydnora
美洲菌花属 Prosopanche
- 囊粉花亚科 Lactoridoideae
囊粉花属 Lactoris

## 代表植物
- 马兜铃
- 细辛